# Патрульные катера проекта «Орлан»
Патрульные катера проекта 58130 «Орлан» — серия украинских патрульных катеров. Предназначены для охраны территориальных вод, борьбы с контрабандой и браконьерством. Первые катера украинской постройки, принятые на вооружение Морской охраны Госпогранслужбы Украины в постсоветское время.
В рамках реализации Государственной целевой программы «Обустройство и реконструкция государственной границы» строительство катеров вело ОАО Феодосийская судостроительная компания «Море». Главный конструктор проекта — Виктор Алексеев.
Первый корабль проекта получил название «Балаклава», и 11 декабря 2012 года был передан Севастопольскому отряду Морской охраны.